# Livonija
Livonija (let. i lit. Livonija, est. Liivimaa) je povijesna država na Baltiku čiji se teritorij danas nalazi na područjima država Estonije i Latvije.
Livonija je u Srednjem vijeku bila moćna država, čiji su križarski vitezovi sijali strah i trepet na jugoistočnom Baltiku. Nakon vojne dominacije križarskih redova Livonske braće po maču i Teutonskih vitezova u 13. stoljeću, Livonija dolazi pod vlast Prusa, a u 16. stoljeću potpada pod Dansku. Potom slijedi ruska invazija, te Livonski rat u kojem se Rusi, Šveđani, Danci, Litavci i Poljaci otimaju za teritorij te male baltičke države.
U 18. stoljeću Livoniju osvaja Rusija. Osnutkom Latvije 1918., dolazi do preporoda izumirućeg livonskog jezika, osnivaju se pjevački zborovi, škole livonskog jezika i kulturne udruge. No, nakon staljinističke čistke i njemačke populacije, ova minijaturna populacija je desetkovana. Procjenjuje se da je broj Livonaca u 13. stoljeću iznosio oko 30 tisuća, da bi taj broj bio smanjen na 78 pripadnika za vrijeme popisa 1981. godine. Danas tim jezikom govori tridesetak ljudi, od čega deset u potpunosti.